# Establo Oshiogawa

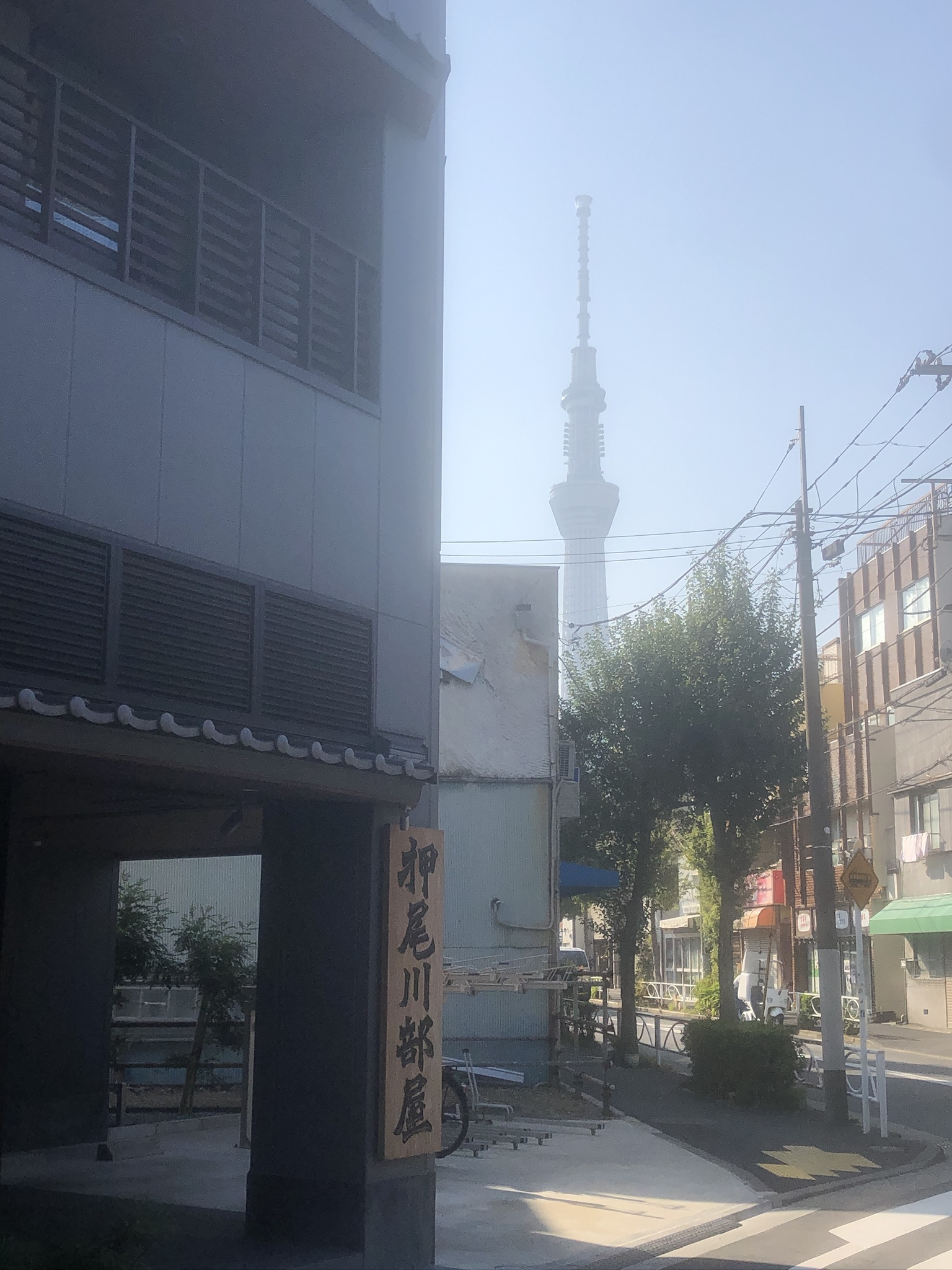
Fachada exterior del Establo Oshiogawa

El Establo Oshiogawa (押尾川部屋, Oshiogawa-beya) fue un establo de entrenamiento de sumo profesional. El establecimiento formó parte del ichimon Nishonoseki. Esta generación de Oshiogawa fue fundada en marzo 1975 por el ex ōzeki Daikirin tras independizarse del antiguo establo Nishonoseki. Oshiogawa produjo un total de siete sekitori, incluyendo a Masurao, Enazakura, Daishi, Wakatoba y Wakakirin. En marzo de 2005, el establo Oshiogawa fue absorbido por el establo Oguruma de cara al inminente retiro de Daikirin, el cual no designó a ningún sucesor para ocupar su cargo.

## Historia
El establo Oshiogawa fue fundado en 1975 por el ex ōzeki Daikirin luego de una disputa de sucesión por el establo Nishonoseki. El antiguo maestro del establo Nishonoseki, Saganohana, falleció ese mismo año. Su heredero aparente y sucesor se estimó que iba a ser Daikirin pero este no pudo llegar a un acuerdo con la viuda de Saganohana. Esto ocurrió debido a que el luchador Kongō, el cual se retiró a los 28 años para contraer nupcias con la hija de Saganohana y heredar el cargo, era la opción preferida de la viuda para liderar el establo. Daikirin, al ver que ya no tenía oportunidad de convertirse en el maestro del establo Nishonoseki, decidió independizarse y fundar el suyo propio, el establo Oshiogawa. Este intentó llevarse consigo a varios luchadores de alto rango, incluyendo a Aobajō y Tenryū, pero el establo Nishonoseki objetó esta acción. La Asociación Japonesa de Sumo intervino en el asunto y como resultado, Tenryū fue forzado a regresar al establo Nishonoseki. Tenryū, desilusionado con esta medida, eventualmente se retiró para convertirse en luchador libre profesional. El establo produjo a su primer sekitori local en enero de 1981 con la promoción de Kinoarashi a la división jūryō. A este luego le siguió Masurao el cual obtuvo su promoción en julio de 1983. El establo continuaría esta tendencia produciendo nueve sekitori mas con el paso del tiempo. En marzo de 2005, ante el inminente retiro del maestro Oshiogawa (Daikirin) a los 65 años edad y sin haber designado ningún sucesor para ocupar su cargo, el establo Oshiogawa fue absorbido por el establo Oguruma del mismo ichimon Nishonoseki, incluyendo a los sekitori Wakatoba y Wakakirin. Oshiogawa se retiró de su cargo en la Asociación Japonesa de Sumo un año antes de alcanzar la edad de retiro obligatoria, en junio de 2006.

## Dueños
- 1975–2005: El décimo séptimo (17°) Oshiogawa (ex ōzeki Daikirin)[4]

## Exluchadores destacados
- Aobajō (ex sekiwake)
- Masurao (ex sekiwake)
- Enazakura (ex maegashira)
- Kinoarashi (ex maegashira)
- Daishi (ex maegashira)
- Wakakirin (ex maegashira)
- Wakatoba (ex maegashira)
- Hitachiryu (ex maegashira)
- Saganobori (ex maegashira)